# Andriej Bołotow

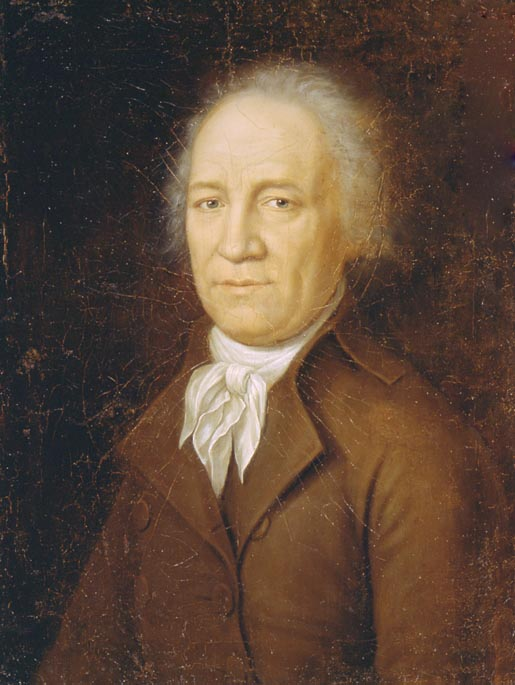
Andriej Bołotow

Andriej Bołotow (ur. 7 października 1738, zm. 4 października 1833) – agronom i pomolog rosyjski, jeden z pionierów nauki rolniczej w Rosji.

## Życiorys
Na podstawie wieloletnich doświadczeń i znajomości osiągnięć rolnictwa europejskiego ogłosił prace dotyczące ulepszonych systemów uprawy roli, płodozmianów, nawożenia, hodowli drzew owocowych i innych. Podał biologiczną klasyfikację chwastów i metody ich zwalczania. W swych badaniach nad zapyleniem roślin pierwszy zwrócił uwagę na zalety naturalnej obcopylności u drzew owocowych. Był autorem pamiętników.
W 1770 roku opublikował artykuł Primieczanije o kartofiele w czasopiśmie wydawanym w Petersburgu przez założone w 1765 roku Wolne Towarzystwo Ekonomiczne. Nie tylko spopularyzował nazwę ziemniaka w Rosji, ale również pierwszy w Rosji rozpoczął ich uprawę. Wcześniej w wydanej w 1765 roku pracy O razwiedienii ziemlanych jabłokow nazywano ziemniaki ziemnymi jabłkami.  